# Anticorpo umanizzato
Gli anticorpi umanizzati sono anticorpi, derivanti da specie animali diverse da quella umana, che sono stati modificati in modo da somigliare il più possibile ad alcuni anticorpi prodotti autonomamente dagli esseri umani. I processi di "umanizzazione" sono effettuati grazie ad anticorpi monoclonali modificati per renderli immunologicamente funzionali nell'organismo umano (con funzione, ad esempio, antitumorale). L'umanizzazione di un anticorpo si rende necessaria quando la forma anticorpale originale di un animale, ad esempio il ratto, contiene sequenze antigeniche riconoscibili e, dunque, attaccabili in modo indesiderato dal sistema immunitario umano. Le sequenze proteiche prodotte con l'umanizzazione degli anticorpi differiscono in parte dalle sequenze degli anticorpi omologhi già presenti nell'organismo umano, il che può causare reazioni avverse. La Denominazione comune internazionale prevede il suffisso -zumab per la nomenclatura degli anticorpi umanizzati (ad esempio: toralizumab). Gli anticorpi umanizzati differiscono dagli anticorpi chimerici per il fatto che questi ultimi, sebbene siano stati anch'essi modificati in modo da somigliare biochimicamente agli anticorpi naturali umani, contengono una sequenza amminoacidica non umana più lunga.

## Processo di umanizzazione degli anticorpi
Il processo di umanizzazione anticorpale sfrutta la possibilità di creare anticorpi monoclonali grazie a sequenze di DNA ricombinante, dal quale si possono costruire molecole la cui espressione genica può manifestarsi in colture cellulari o in colonie animali, preferibilmente di mammiferi. In seguito, le sequenze geniche che possono codificare per anticorpi vengono isolate e clonate in cellule che possono essere coltivate in bioreattori specifici, in modo da ottenere un buon numero di copie anticorpali a partire dalla macromolecola di base. Il passaggio in cui entra in gioco il DNA ricombinante presuppone che da uno specifico punto della sequenza amminoacidica si possa intervenire per modificare la sequenza proteica dell'anticorpo originario. Tutte le modificazioni della struttura anticorpale che fanno parte del processo di umanizzazione sfruttano le proprietà del DNA ricombinante. Non tutte le tecniche di produzione di anticorpi utili per il sistema immunitario umano prevedono processi di umanizzazione (il phage display, ad esempio, non ne richiede) ma tutti questi metodi, essenzialmente, dipendono da tecniche di biologia molecolare che permettano l'inserzione e l'eliminazione di precise sequenze proteiche all'interno dell'anticorpo in via di lavorazione.